# Marine gegen Liebeskummer
Marine gegen Liebeskummer (Originaltitel: Follow the Fleet) ist eine US-amerikanische musikalische Filmkomödie des Regisseurs Mark Sandrich aus dem Jahr 1936. Das Drehbuch basiert auf dem Bühnenstück Shore Leave von Hubert Osborne. In Österreich kam der Film im Jahr 1936 unter dem Titel Die Matrosen kommen in den Verleih.
Die Erstaufführung in Deutschland fand am 13. April 1973 im deutschen Fernsehen (Bayerischer Rundfunk) statt. Dabei wurde die Originalversion mit deutschen Untertiteln ausgestrahlt. Eine synchronisierte Fassung wurde erstmals am 17. Oktober 1985 im ZDF gezeigt.

## Handlung
Bake Baker und Sherry sind ein Tanzrevuepaar, das sich getrennt hat. Baker ist zur Navy gegangen, während Sherry in einem Tanzsaal angestellt ist. Mit seinem Kameraden Bilge besucht Baker den Tanzsaal. Während Baker und Sherry wieder zusammen tanzen, fühlt sich Bilge von Sherrys Schwester Connie angezogen. Doch als Connie die Rede auf Hochzeit bringt, stößt sie Bilge ab. Er wendet sich nun einer geschiedenen Prominenten zu, Iris, einer Freundin von Sherry.
Die beiden Seeleute kehren wieder auf ihr Schiff zurück. Connie versucht Geld aufzutreiben, um das Schiff ihres verstorbenen Vaters, eines Kapitäns, vor der Abwrackung zu retten. Zurück in San Francisco versucht Baker, Sherry einen Job in einer Broadway Show zu verschaffen. Doch Missverständnisse und Verwechslungen verhindern Bakers Absicht. Baker inszeniert eine Benefiz-Show, die die fehlenden 700 Dollar für die Sanierung von Connies Schiff erbringen. Zudem erhalten Baker und Sherry das Angebot für eine Broadway-Show. Beide entscheiden sich dazu, wieder aufzutreten.

## Kritiken
„Die unbedeutende und überkonstruierte Handlung ist lediglich Aufhänger für die hervorragenden Auftritte Fred Astaires, dem gemeinsam mit seiner Partnerin Ginger Rogers hervorragende Tanzpartien zu attraktiven Melodien gelingen.“

„[…] mit spektakulärer Tanzchoreografie und glanzvoller Besetzung.“

## Hintergrund
Die RKO-Produktion hatte ein Budget von etwas unter 750.000 US-Dollar. Weltweit spielte der Film knapp 2,7 Millionen US-Dollar ein. In diesem Film gab Harriet Hilliard ihr Spielfilmdebüt. In einer Nebenrolle als Sängerin ist Betty Grable zu sehen.
Produzent Pandro S. Berman, übrigens der Bruder von Filmeditor Henry Berman, der 1967 einen Oscar gewinnen konnte, blieb im Abspann unerwähnt.
Fred Astaire und Ginger Rogers machten zusammen 10 Filme, von denen vier von Mark Sandrich inszeniert wurden. Dieser Film ist ihre fünfte Zusammenarbeit. Randolph Scott, den man eher aus Western kennt, war einer der besten Freunde Fred Astaires. Zu Astaires Freunden zählte im Übrigen auch Komponist Irving Berlin.
Der musikalische Leiter war der oscarprämierte aus Österreich stammende Max Steiner. Als militärischer Berater fungierte Commander Harvey S. Haislip von der US Navy. Der Choreograph für das Tanz-Ensemble war Hermes Pan, der in allen Filmes Astaires für die RKO mit diesem zusammenarbeitete.
Hubert Osbornes Bühnenstück, welches dem Drehbuch zu Grunde lag, wurde vor diesem Film schon einmal verfilmt. 1930 inszenierte Luther Reed die Komödie Hit the Deck. Ein Remake dieses Filmes wurde 1955 unter dem gleichen Originaltitel (dt. Titel: In Frisco vor Anker) von Roy Rowland gedreht.

## Songs
- We Saw the Sea – komponiert von Irving Berlin, vorgetragen von Fred Astaire
- Let Yourself Go – komponiert von Irving Berlin, vorgetragen von Ginger Rogers. Diese Nummer gehört sicherlich nicht zu den Höhepunkten von Fred Astaire und Ginger Rogers als Tanzpaar. Astaire in einer Maatsuniform und Rogers in weiten Hosen tanzen zunächst mit anderen Gästen. Später entpuppt sich diese Szene als Tanzwettbewerb, bei dem noch zwei andere Paare in sehr kurzen Ausschnitten zu sehen sind. Abgesehen von einer sowohl musikalisch, als auch choreographisch und vom Stepptanz her wenig spektakulären Tanznummer, kommen als einzige Abwechslung nur einige wenige „hand-claps“ dazu.
- Get Thee Behind Me, Satan – komponiert von Irving Berlin, vorgetragen von Harriet Hilliard
- I'd Rather Lead a Band – komponiert von Irving Berlin, vorgetragen von Fred Astaire
- But Where Are You? – komponiert von Irving Berlin, vorgetragen von Harriet Hilliard
- I'm Putting All My Eggs in One Basket – komponiert von Irving Berlin, vorgetragen von Fred Astaire und Ginger Rogers. Diese eher lange und wenig spektakuläre Nummer von Astaire und Rogers wird zunächst vokal von beiden eingeleitet. Sie befinden sich auf dem Schiffsdeck, der Sound der Taps ist hier eher gedämpft. Sie hat manchmal etwas Groteskes, indem beide beim Tanzen einmal die Arme mit hochgestellten Schultern eng am Körper halten, dann wieder nach oben strecken. Der Stepptanz ist wenig aufregend und wirkt fast „etüdenhaft“, so etwa der shim-sham-Wiederbeginn, nachdem sich beide kurz aus dem Tanz bugsiert haben. Die gesteppten Rhythmen sind wenig interessant. Bei den pantomimischen ausgeführten Momenten ist oft nicht erkennenbar, was hier gemeint ist. Somit ergibt sich hier auch keine Komik. Im zweiten Teil erklingen zweimal ein paar Walzertakte, was im Stepptanz selten vorkommt. Astaire und Rogers müssen hier gleichsam erst überlegen, welche Schritte passen, werden dann aber sofort wieder in einen raschen Swingrhythmus gebracht. Wenig elegant gelöst ist, wie Rogers gegen Schluss Astaire aus der Hand rutscht und auf den Boden fällt. Die Komik in den verlängerten Schlussakkorden, bei denen sich beide nicht auf ein gemeinsames Finale einigen können, hält sich ebenfalls in Grenzen.
- Let’s Face the Music and Dance – komponiert von Irving Berlin, vorgetragen von Fred Astaire

## DVD-Veröffentlichungen
- Follow the Fleet (1936) – Universal Pictures UK – Release: 4. April 2005
- Follow the Fleet – Turner Home Entertainment – Release: 16. August 2005
- Astaire & Rogers Collection, Vol. 1 – Warner Home Video – Release: 16. August 2005
- Astaire & Rogers Ultimate Collector’s Edition – Warner Home Video – Release: 24. Oktober 2006